# Kisbukóc
Kisbukóc (1899-ig Zemplén-Bukócz, szlovákul: Malé Bukovce) Bukóc község része, 1964 előtt önálló falu Szlovákiában, az Eperjesi kerület Sztropkói járásában.

## Fekvése
Sztropkótól 10 km-re északkeletre, a Hocsai-patak partján fekszik. Bukócnak a pataktól délre eső részét képezi.

## Története
Kisbukóc a 16. század közepén Bukóc határában, a Hocsai-patak bal partján keletkezett. Még 1555-ben egy soltészcsalád alapította, amely 12 évre felmentést kapott a beszolgáltatási és adóterhei alól. Első írásos említése 1557-ből, a sztropkói uradalom urbáriumából származik. A határidő leteltével a vlach jog alapján ruszinokkal telepítették be. Mivel a település Bukóc határában keletkezett, Kisbukócnak nevezték el. Előbb a makovicai váruradalomhoz tartozott, majd a 18. században a Keglevich család birtoka lett. 1742-ben bazilita kolostor épült a település határában, mely 1782-ben a görögkatolikus egyház tulajdonába került.
A 18. század végén Vályi András így ír róla: „BUKÓCZ. Bukovetz. Tót és elegyes falu Zemplén Vármegyében, birtokosa Gróf Keglevich Uraság, fekszik Stropkóhoz nem meszsze, és tsak a’ mellette folyó vízzel hasíttatik el Sáros Vármegyétöl, határja két nyomásbéli, legelője nem igen elegendő, fája, malma helyben, piatzozása Stropkón, harmadik Osztálybéli.”
Fényes Elek 1851-ben kiadott geográfiai szótárában így ír a faluról: „Bukócz, orosz falu, Zemplén vgyében, Sztropkó fiókja: 18 r., 448 g. kath., 25 zsidó lak. Görög anyaszentegyház, mellyben a szolgálatot Bukova-Horka hegyén lakó sz. Bazil szerzetesek teszik. A kolostor már Sáros vgyében van. Szántóföldje 213 h. F. u. g. Barkóczy.”
1881-ben Bukóc települést Zemplén vármegyéhez csatolták, de a kolostor területe továbbra is Sáros vármegyében maradt.
Borovszky Samu monográfiasorozatának Zemplén vármegyét tárgyaló része szerint: „Kisbukócz, azelőtt Zemplénbukócz. Egyike a vármegye legkisebb községeinek, mindössze 11 házzal és 91 gör. kath. vallású ruthén lakossal. Az Ondava mentén fekszik. Postája és távírója Sztropkó, vasúti állomása Mezőlaborcz. A sztropkói uradalom tartozéka volt s annak sorsában osztozott. Újabb korban földesura a gróf Keglevich család lett, de most nincsen nagyobb birtokosa. A Bukócz-hegyen épült Bazilrendű gk. monostor bucsújáróhely.”
1910-ben 70, túlnyomórészt ruszin lakosa volt. 1920 előtt Zemplén vármegye Sztropkói járásához tartozott.
Az addigi Zemplénbukóc 1927-ben hivatalosan is a Kisbukóc nevet kapta. Kis- és Nagybukócot 1964-ben Bukóc (Bukovce) néven egyesítették.

## Lásd még
- Bukóc
- Nagybukóc